# Pfisterer (Unternehmen)
Die Pfisterer Unternehmensgruppe (Eigenschreibweise PFISTERER) ist eines der weltweit größten Unternehmen für das Verbinden, Kontaktieren und Isolieren elektrischer Leiter in Stromnetzen. Rund 1.200 Mitarbeiter entwickeln, produzieren und vertreiben Bauteile und Systeme für Schnittstellen in den Bereichen Niederspannung, Mittelspannung, Hochspannung und Höchstspannung. Die Produkte werden unter anderem in Offshore-Windkraftanlagen, Freileitungen, Erdkabelsystemen sowie als Anschluss- und Verbindungskomponenten in industriellen Anlagen eingesetzt. Das weltweit tätige Unternehmen betreibt Standorte in Europa, USA, im Mittleren Osten sowie Asien und Südamerika.

## Geschichte

### Von der Unternehmensgründung bis 1945
1921 gründete Karl Pfisterer in Stuttgart die „Karl Pfisterer, Fabrik elektrotechnischer Spezialartikel“. Der erste Firmensitz befand sich im Stadtteil Untertürkheim in der Kelterstraße. Anfangs reparierte Pfisterer schrottreife Maschinen. In dieser Zeit der Elektrifizierung traten immer wieder Schwierigkeiten mit metallenen Verbindungselementen von Leitern auf. Auf dieses Problem konzentrierte sich der gelernte Elektroinstallateur Karl Pfisterer und entwickelte eine verbesserte Stromarmatur. Die Nachfrage nach den Pfisterer-Armaturen stieg stetig. Der Betrieb wuchs bis 1927 auf 54 Mitarbeiter an und zog um in die Augsburger Straße 375, dem Firmensitz für die nächsten 60 Jahre.
1937 erweiterte Karl Pfisterer sein Geschäftsfeld auf Hochspannungs-Freileitungsarmaturen und Schaltanlagenklemmtechnik. Eine Abspannklemme für Stahl-Alu-Seile ließ er sich patentrechtlich schützen. Außerdem entwickelte Karl Pfisterer die Buntmetall-Schmiedetechnik und erwarb erste Prüfmaschinen für eigene Entwicklungsversuche.
1940 nahm das Unternehmen die Rechtsform einer KG an. 1942 starb der Firmengründer Karl Pfisterer. Sein Sohn, Walter Pfisterer, führte als persönlich haftender Gesellschafter und alleiniger Geschäftsführer die Arbeit seines Vaters fort. Bei einem der Luftangriffe auf Stuttgart wurde am 9. Dezember 1944 die Produktionsstätte in Stuttgart-Untertürkheim völlig zerstört.

### Von der Nachkriegszeit bis ins 21. Jahrhundert

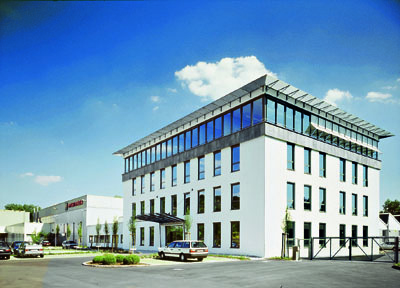
Firmenzentrale in Winterbach

Der Wiederaufbau des Unternehmens erfolgte in den 1950er-Jahren. 1954 wurde eine neue Fabrik in der Inselstraße in Stuttgart-Untertürkheim fertiggestellt. Mit der Firma Sefag im schweizerischen Malters entstand 1957 die erste Auslandsniederlassung. Der Einstieg in die großtechnische Verwendung von Kunststoffen begann 1962 mit dem neuen Werk in Winterbach. 1968 erfand Pfisterer die Schraubkompaktklemme, die ab Ende der 1960er-Jahre für alle Neubauten in Deutschland beim Anschluss an unterirdisch verlegte Stromnetze zum technischen Standard wurde. Ein Jahr später erhielt Pfisterer das Patent auf kompakte Schaltleisten für die Niederspannungsverteilung und setzte diese in die für die damalige Zeit neuartigen Kunststoffverteilerschränke ein.
1971 trat mit Karl-Heinz Pfisterer, dem Sohn von Walter Pfisterer, die dritte Generation der Familie in das Unternehmen ein. Pfisterer verstärkte in den 1970er-Jahren sein Engagement im Ausland. Das internationale Renommee im Freileitungsbau führte zu einem außergewöhnlichen Auftrag: Um die Elemente des Glasdaches im Münchner Olympiastadion zusammenzufügen, entwickelte und fertigte Pfisterer spezielle Verbindungselemente. 1975, im Jahr des 50. Firmenjubiläums, erhielt Pfisterer das Patent auf das Kabelanschluss-System Connex für Mittelspannungsanwendungen. Damit wurde es möglich, Mittelspannungsverbindungen mit werkseitig geprüften Komponenten und einem Steckprinzip modular aufzubauen.
1981 übernahm Karl-Heinz Pfisterer die Leitung des Unternehmens, die er bis 2003 innehatte. In Winterbach entstand 1986 die Pfisterer Holding AG. Nach einer Umstrukturierung wurde der Sitz der Hauptverwaltung in Stuttgart-Untertürkheim angesiedelt, die Teilefertigung in Gussenstadt und die Montage in Winterbach. Neue Anwendungsfelder kamen im Jahr 2000 hinzu. Pfisterer erweiterte seine Aktivitäten auf Verkehrstechnik, neue Energien und industrielle Anwendungen. In der Bahntechnik wurde erstmals das Niederspannungssystem Plug eingesetzt, das hohe Ströme bei widrigen Umgebungsbedingungen überträgt.
2001 gab Pfisterer den Standort in Stuttgart-Untertürkheim auf und verlegte die Firmenzentrale nach Winterbach. Die Pfisterer-Gruppe machte 2004 rund 50 Prozent ihres Geschäftsumsatzes außerhalb von Deutschland.

### Im 21. Jahrhundert
Insgesamt orientierte sich das Unternehmen im Zuge der Energiewende und dem entsprechenden Netzumbau in Richtung regenerativer Energien um. 2015 stieß Pfisterer das umfassende Investitions- und Wachstumsprogramm „Next Level“ an. In diesem Zuge entstand ein neuer Produktionsstandort im tschechischen Kadaň. Durch den Erwerb von Lapp Insulators, einem der größten Anbieter von Hochspannungsisolatoren aus Porzellan und Verbundstoffen, nahm die Firmengruppe eine führende Position auf dem Weltmarkt für Hochspannungsisolatoren ein. 2021 verkaufte Pfisterer die Keramiksparte von Lapp Insulators an eine spanische Investmentfirma und konzentrierte sich mit diesem Schritt wieder auf seine Kernkompetenzen in der Verarbeitung von Silikonen und Metallen. Der Betrieb von keramischen Werken wurde nicht weiter verfolgt.
Pfisterer hat bereits mehrere Offshore-Windparks in der Nord- und Ostsee mit Anschlusstechnik ausgestattet, darunter den ersten deutschen Offshore-Windpark Alpha Ventus im Jahr 2009. Zudem wurde Pfisterer im Jahr 2023 von Tennet TSO beauftragt, eine universell einsetzbare Reparaturmuffe für Seekabel zu entwickeln, welche den Strom von Offshore-Windparks zum Festland transportieren.
2023 erfolgte die Umwandlung von Pfisterer von einer Aktiengesellschaft in eine Europäische Gesellschaft (kurz SE), um der internationalen Ausrichtung des Unternehmens zu entsprechen.
Der Börsengang von Pfisterer fand am 14. Mai 2025 an der Frankfurter Börse statt. 
Pfisterer wird seitdem im Scale-Segment der Frankfurter Wertpapierbörse notiert.

## Unternehmensstruktur
Neben dem Hauptsitz in Winterbach betreibt die Pfisterer-Gruppe Produktionsstätten in Europa, Nord- und Südamerika sowie Vertriebsniederlassungen in weit über einem Dutzend Ländern in Europa, in Asien (Mittlerer und Ferner Osten), in Südamerika und den USA.
Produktionsstätten hat das Unternehmen am Hauptsitz in Winterbach, in Gussenstadt, in Wunsiedel und im tschechischen Kadaň. In der Schweiz betreibt Pfisterer ein Technologie- und Vertriebszentrum, das seit 1957 in Malters angesiedelt war und 2022 nach Küssnacht verlegt wurde. Eine kleinere Produktionsstätte für Fahrleitungssysteme in Barcelona (Spanien) wurde 2021 gemeinsam mit dem Bahnbereich verkauft.
Karl-Heinz Pfisterer, ein Enkel des Unternehmensgründers und Aktionär, gehörte bis 2023 dem Aufsichtsrat der Aktiengesellschaft an und wurde nach seinem Ausscheiden zum Ehrenvorsitzenden des Aufsichtsrats ernannt.

## Produkte
Das Sortiment der Pfisterer-Gruppe umfasst Produkte, Systeme und Dienstleistungen zum Aufbau von Energienetzen und für eine sichere Energieübertragung. So finden sich Produkte des Unternehmens in Zügen, Umspannwerken, Windkraftanlagen, Erdkabelanlagen oder bei elektrischen Hausanschlüssen. Damit deckt das Technologieunternehmen als einer von wenigen Herstellern weltweit den gesamten Weg von der Energieerzeugung bis zum Energieverbrauch ab.
Zur Produktpalette von Pfisterer zählen im Wesentlichen:
- Planung und Bau von Freileitungssystemen, etwa bei Freileitungsmasten, und Erdkabelanlagen
- Isolatoren für Freileitungen und Schaltanlagen
- Isolatorenketten für Hochspannungs-Freileitungen
- Anschlusssysteme für Kabel, Transformatoren und gasisolierte Schaltanlagen (Connex)
- Anschlusssysteme für Offshore-Windparks
- Öl- und gasfreie Endverschlüsse für Hochspannungskabel
- Kabelmuffen für Hochspannungskabel (MSA, Connex)
- Projektierung und Errichtung von Hochspannungs-Kabelanlagen
- Teile von Fahrleitungen, etwa bei elektrischen Eisenbahnen
- Verbinder mit stufenlosen Abreißschrauben für Mittel- und Hochspannungskabel (Sicon)
- Hybride Stromerzeugungssysteme für Microgrids auf Basis erneuerbarer und konventioneller Energiequellen (CrossPower)
- Kabelanschlussklemmen für Verteiltransformatoren (2Direkt)
- Abzweigklemmen für die Ortsnetzverkabelung (Isicompact)
- Steckbare Hochstromanschlüsse für Züge, Windkraftanlagen und Industrieanwendungen (Plug)
- Spannungsprüfer (KP-Test), Erdungs- und Kurzschließgarnituren für Nieder-, Mittel- und Hochspannung
- Anschlusstechnik für Umspannwerke